# Nanette Fabray
Ruby Bernadette Nanette Theresa Fabares (født 27. oktober 1920 i San Diego, død 22. februar 2018 i Palos Verdes, var en amerikansk skuespillerinde, sangerinde og danser.
Hun begyndte sin karriere med at optræde i forskellige vaudeville-shows som børn. Som skuespillerinde i 1940'erne og 1950'erne blev hun rost for sin rolle i High Button Shoes (1947) og vandt en Tony Award i 1949 for sin rolle i Love Life.
I midten af 1940'erne arbejdede Fabray regelmæssigt for NBC på en række tv-programmer i Los Angeles-området. I slutningen af 1940'erne og begyndelsen af 1950'erne lavede hun sine første bemærkelsesværdige optrædener i en række forskellige tv-programmer såsom The Ed Sullivan Show, Texaco Star Theatre og The Arthur Murray Party.
I midten af 1950'erne optrådte hun som Sid Cæsars komiske partner ved Caesar's Hour, som hun vandt tre Emmy-priser for, hun medvirkede også sammen med Fred Astaire i filmmusicalen The Band Wagon.
Nanette Fabray havde en betydelig hørenedsættelse og var en fortaler for døves og hørehæmmedes rettigheder. Hun modtog priser for sit engagement i handicappede, herunder præsidentens Distinguished Service Award og Eleanor Roosevelt Humanitarian Award. Hun vandt en Golden Apple Award fra Hollywood Women's Press Club i 1960 sammen med Janet Leigh, og hun har en stjerne på Hollywood Walk of Fame.
Nanette Fabray døde den 22. februar 2018 på Canterbury Plejehjem i Palos Verdes i en alder af 97 af naturlige årsager.